# Michael Porter Jr.
Michael Lamar Porter Jr.  (Columbia, Misuri, 29 de junio de 1998) es un baloncestista estadounidense que pertenece a la plantilla de los Brooklyn Nets de la NBA. Con 2,08 metros de estatura, juega en la posición de alero. Es hermano mayor del también jugador profesional Jontay Porter.

## Trayectoria deportiva

### Primeros años
Sus tres primeros años de instituto los pasó en el Father Tolton Regional Catholic High School de Columbia (Misuri), antes de ser transferido al Nathan Hale High School de Seattle en su temporada sénior, ya que su padre fue contratado como entrenador asistente en la Universidad de Washington; la antigua estrella de la NBA, Brandon Roy, fue su entrenador ese último año. Esa temporada promedió 36,2 puntos y 13,6 rebotes, llevando a su equipo a una temporada perfecta de 29 victorias y ninguna derrota, logrando el campeonato estatal.
Fue elegido para diputar los prestigiosos McDonald's All-American Game, donde fue elegido mejor jugador del partido, Jordan Brand Classic y el Nike Hoop Summit, donde fue el máximo anotador de su equipo con 19 puntos en 23 minutos. Asimismo, esa temporada fue galardonado con el Naismith Prep Player of the Year Award, que se otorga al mejor jugador de instituto del país.

### Universidad

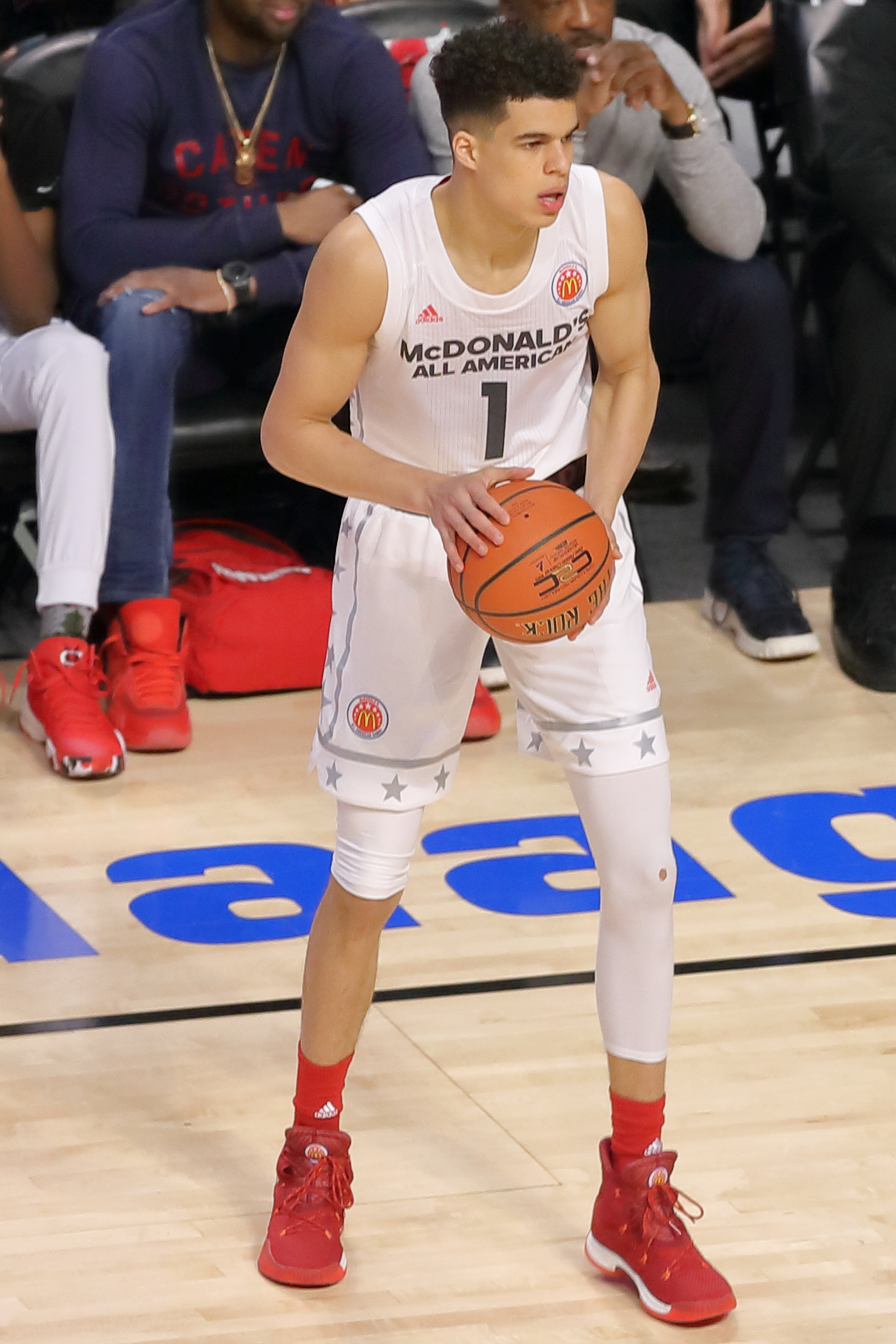
Porter en el McDonald's All-American Game de 2017.

Jugó únicamente tres partidos con los Tigers de la Universidad de Misuri, en la que promedió 10,0 puntos, 6,7 rebotes y 1,0 robos de balón por partido. Una lesión en la espalda en su primer partido hizo que necesitara pasar por el quirófano, perdiéndose en apariencia toda la temporada. Sin embargo la recuperación fue más rápida, y en febrero fue dado de alta, jugando un par de partidos más antes del final de la temporada. El 27 de marzo anunció que renunciaba al resto de su carrera universitaria para entrar en el Draft de la NBA de 2018.

#### Estadísticas
| Año     | Equipo | PJ | PT | MPP  | %TC  | %3P  | %TL  | RPP | APP | ROB | TPP | PPP  |
| ------- | ------ | -- | -- | ---- | ---- | ---- | ---- | --- | --- | --- | --- | ---- |
| 2017–18 | Misuri | 3  | 1  | 17.7 | .333 | .300 | .778 | 6.7 | .3  | 1.0 | .3  | 10.0 |

### Profesional
Fue elegido en la decimocuarta posición del Draft de la NBA de 2018 por Denver Nuggets. Pero el 19 de julio de 2018, fue sometido a una segunda cirugía en la espalda.
Finalmente, el 31 de octubre de 2019, Porter hizo su debut en la NBA, saliendo desde el banquillo y anotando 15 puntos, en la derrota ante New Orleans Pelicans (107–122). Fue titular por primera vez el 29 de diciembre de 2019 en la victoria ante Sacramento Kings (120–115), con 19 puntos. Tras el parón, ya en agosto de 2020, consiguió su mejor registro anotador en un partido NBA, con 37 puntos en la victoria ante Oklahoma City Thunder (121–113), disputado en la "Burbuja de Orlando".
El 27 de septiembre de 2021, acuerda una extensión de contrato con los Nuggets por $207 millones y 5 años. El 29 de noviembre de 2021, el agente de Porter, anunció que se perdería el resto de la temporada 2021-22 ya que se sometería a una tercera operación de espalda.
El 12 de junio de 2023 se proclama campeón de la NBA por primera vez en su carrera tras vencer a Miami Heat en la final de la NBA.
Tras seis temporadas en Denver, el 30 de junio de 2025, es traspasado a Brooklyn Nets a cambio de Cameron Johnson.

## Selección nacional
Porter fue parte del combinado nacional de Estados Unidos Sub-18 que ganó la medalla de oro en el Campeonato FIBA Américas de 2016 disputado  en Valdivia, Chile.

## Estadísticas de su carrera en la NBA
|  | Denota temporadas en las que fue Campeón de la NBA |

### Temporada regular
| Año     | Equipo | PJ  | PT  | MPP  | %TC  | %3P  | %TL  | RPP | APP | ROB | TPP | PPP  |
| ------- | ------ | --- | --- | ---- | ---- | ---- | ---- | --- | --- | --- | --- | ---- |
| 2019-20 | Denver | 55  | 8   | 16.4 | .509 | .422 | .833 | 4.7 | .8  | .5  | .5  | 9.3  |
| 2020-21 | Denver | 61  | 54  | 31.3 | .542 | .445 | .791 | 7.3 | 1.1 | .7  | .9  | 19.0 |
| 2021-22 | Denver | 9   | 9   | 29.4 | .359 | .208 | .556 | 6.6 | 1.9 | 1.1 | .2  | 9.9  |
| 2022-23 | Denver | 61  | 61  | 29.1 | .487 | .416 | .800 | 5.5 | 1.0 | .6  | .5  | 17.5 |
| 2023-24 | Denver | 81  | 81  | 31.7 | .484 | .397 | .836 | 7.0 | 1.5 | .5  | .7  | 16.7 |
| 2024-25 | Denver | 77  | 77  | 33.7 | .504 | .395 | .768 | 7.0 | 2.1 | .6  | .5  | 18.2 |
| Total   | Total  | 345 | 291 | 29.1 | .500 | .406 | .795 | 6.4 | 1.4 | .6  | .6  | 16.2 |

### Playoffs
| Año   | Equipo | PJ | PT | MPP  | %TC  | %3P  | %TL  | RPP | APP | ROB | TPP | PPP  |
| ----- | ------ | -- | -- | ---- | ---- | ---- | ---- | --- | --- | --- | --- | ---- |
| 2020  | Denver | 19 | 3  | 23.8 | .476 | .382 | .743 | 6.7 | .8  | .7  | .3  | 11.4 |
| 2021  | Denver | 10 | 10 | 33.2 | .474 | .397 | .810 | 6.2 | 1.3 | 1.1 | .3  | 17.4 |
| 2023  | Denver | 20 | 20 | 32.6 | .423 | .351 | .793 | 8.1 | 1.6 | .5  | .6  | 13.4 |
| 2024  | Denver | 12 | 12 | 36.9 | .466 | .407 | .769 | 6.8 | 1.1 | .9  | .8  | 15.8 |
| 2025  | Denver | 14 | 14 | 31.1 | .392 | .343 | .714 | 5.5 | .6  | .6  | .4  | 9.1  |
| Total | Total  | 75 | 59 | 30.9 | .446 | .374 | .768 | 6.8 | 1.1 | .7  | .5  | 13.0 |

## Vida personal
Su hermano menor, Jontay, es un exjugador de la NBA, que fue expulsado de la liga por estar involucrado en apuestas deportivas. Además tiene otras dos hermanas mayores, Bri y Cierra, que jugaron en la universidad pero ambas están retiradas de la práctica deportiva por razones médicas debido a múltiples lesiones en las piernas. Su hermano menor, Coban, era jugador de la Universidad de Denver pero dejó el baloncesto tras protagonizar un siniestro vial en el que le quitó la vida a una mujer mientras conducía ebrio, lo que derivó en que fuese condenado a seis años de prisión en abril de 2024. Ese mismo mes, en abril de 2024, su otro hermano pequeño, Jevon, fue arrestado en Misuri por conducir bajo los efectos del alcohol.